# Ришкенайское староство
Ришкенайское староство (лит. Ryškėnų seniūnija) — одно из 11 староств Тельшяйского района, Тельшяйского уезда Литвы. Административный центр — деревня Ришкенай.

## География
Расположено на западе Литвы, в западной части Тельшяйского района, на Жемайтской водораздельной гряде Жемайтской возвышенности.
Граничит с Гадунавским и Тельшяйским городским староствами на севере, Вешвенайским — на востоке, Жаренайским — на юге, Паукштакяйским староством Плунгеского района — на северо-западе, и Жлибинайским староством Плунгеского района — на западе и юго-западе.
Площадь Гадунавского староства составляет 10 700 гектар.
Общая длина дорог находящихся под надзором староства равна 111,1 км, из которых: 7 км приходится на дороги с асфальтным покрытием, 47 км — с гравийным покрытием и 57,1 км — на грунтовые дороги.

## Население
Ришкенайское староство включает в себя местечко Лауко-Сода и 25 деревень.